# Frans Kordes
Franciscus Gerardus (Frans) Kordes (Rotterdam, 23 oktober 1926 – Amersfoort, 22 september 2011) was een Nederlands marineofficier en president van de Algemene Rekenkamer.
Kordes begon zijn loopbaan bij de Koninklijke Marine als adelborst op het Koninklijk Instituut voor de Marine in 1946. Na zijn marineloopbaan werd hij topambtenaar betrokken bij de automatisering in de rijksdienst. In 1981 werd hij lid van de Algemene Rekenkamer, om daar in 1984 PvdA'er Peschar  op te volgen als president. Hij gaf bekwaam leiding aan de Rekenkamer en werd gewaardeerd vanwege zijn zakelijke en heldere oordelen over (falend) overheidsbeleid.
Kordes was voorzitter van de commissie Commissie van Onderzoek Liro Archieven, die onderzocht hoe ambtenaren waren omgegaan met Joodse bezittingen bij de ontmanteling van de Lippman Rosenthal bank.